# 田能村直入

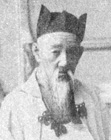
最晩年の
田能村直入

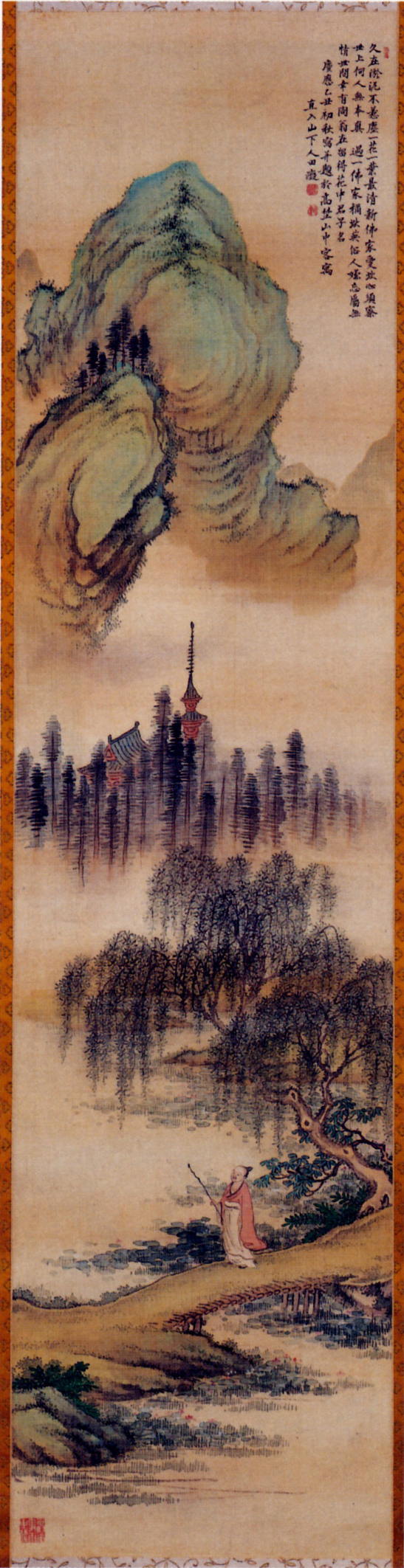
柳陰閑歩図 慶応元年 鉄斎堂蔵

田能村 直入（たのむら ちょくにゅう、文化11年2月15日（1814年4月5日） - 明治40年（1907年）1月21日）は、幕末から明治時代にかけて活躍した日本画家。日本最後期の文人画家として知られる。
田能村竹田の養継子。幼名は、はじめ松太、のち傳太。諱は、はじめ蓼、のち痴。字は、はじめ虚紅、のち顧絶。号は、はじめ小虎、のち直入。通称は小虎とした。別号に竹翁、忘斎、煌斎、芋仙、布袋庵、無声詩客などがある。豊後直入郡竹田町（現在の大分県竹田市）生まれ。

## 略伝

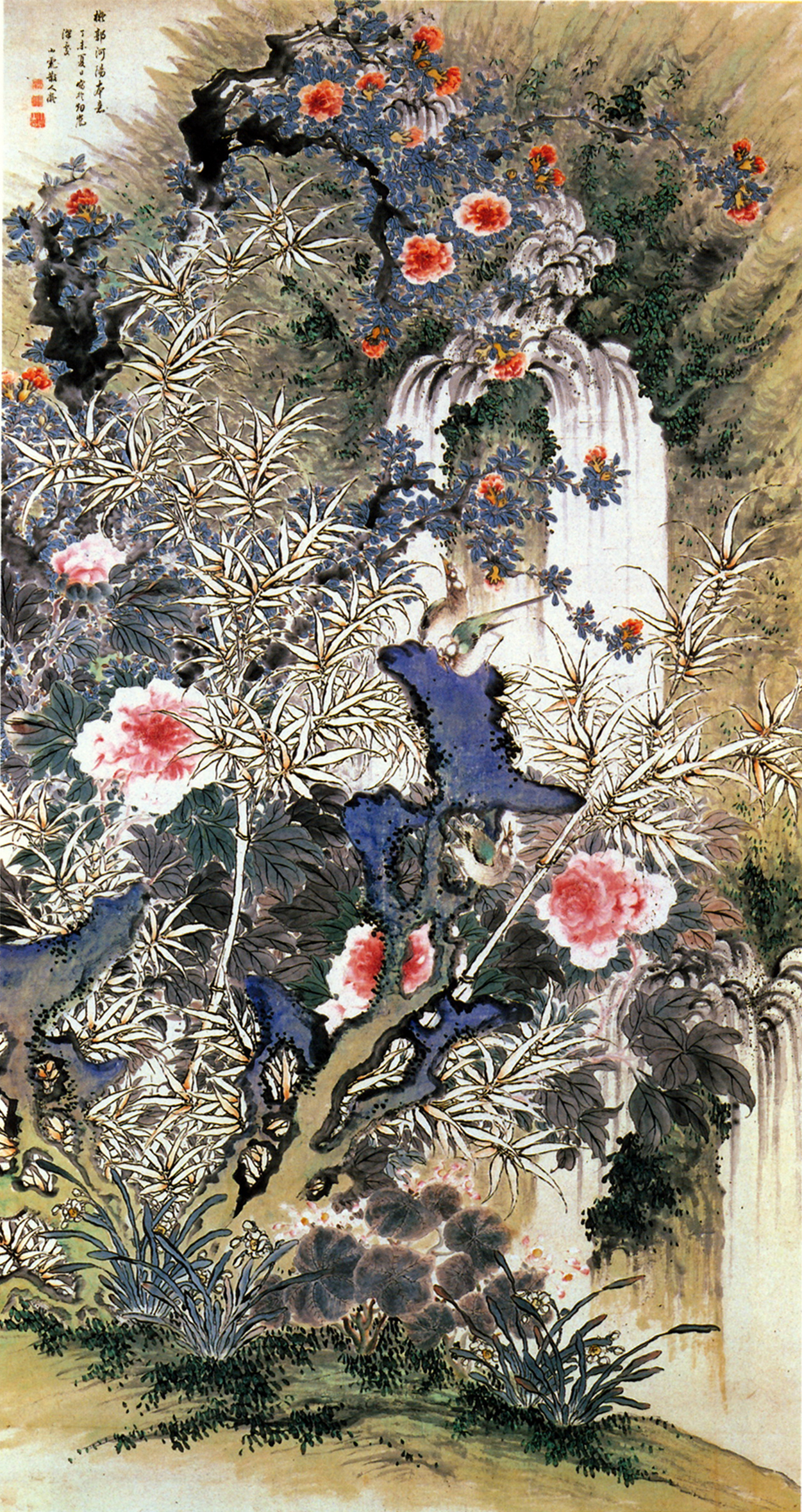
花鳥図 1847年 紙本着色 滋賀県立近代美術館

豊後国直入郡竹田町（現・大分県竹田市）において、岡藩士三宮伝右衛門の三男として生まれる。伯父渡辺蓬島が田能村竹田の幼児期の師であったことから紹介され、文政5年（1822年）9歳のときに竹田の画塾に入門。才能を見いだされ養嗣子となる。兄弟子には高橋草坪、帆足杏雨がいた。
画のほか儒学を角田九華、漢詩を広瀬旭荘に学び、表千家茶道、香道、東軍流の剣術も身につけた。
天保5年（1834年）、竹田に伴って大阪入りし、大塩平八郎の洗心堂で陽明学を学び、佐武理流の槍術免許を得る。藤沢東畡、篠崎小竹、後藤松陰、広瀬旭荘、岡田半江などと交わった。
天保6年（1835年）、師竹田が没した後しばらくは京阪を遊歴して過ごしていたが、27歳で堺に落ち着くと詩社咬菜吟社を設立。門人が300人以上集まったという。
35歳のときに黄檗僧天沖真一に参禅し印可と居士号を授かる。大坂天王寺修復の折りに羅漢像五百幅を画いて寄贈。万延元年（1860年）、46歳のとき高麗橋に移り、竹田25回忌を難波瑞龍寺にて執り行い師の供養に努めた。
また竹田の意志を継ぎ、煎茶の普及に尽力した。文久2年（1862年）、売茶翁百年忌に淀川下流の青湾にて「青湾茶会」という煎茶席を主催。このとき百幅の肖像を画きその場で頒布している。1200人が来場し活況だったという。この模様は『青湾茶会図録』にまとめられている。また慶応元年（1865年）には青湾茶寮を営み、高野山でも茶会を催した。
岡藩主中川久成に請われて藩士として仕える。これは久成の絵の師で文人画家の春木南溟の計らいがあったようだ。ほかにも土佐藩主山内容堂、伊勢津藩主藤堂高猷の恩顧を受けた。
明治10年（1877年）、63歳のときには京都博覧会開催に尽力。出品し受賞している。天皇の行幸のとき御前にて揮毫する栄誉に浴している。翌11年（1878年）8月、京都府画学校の設立を幸野楳嶺らと京都府知事槇村正直に建議した。明治13年（1880年）、開校となり直入は摂理（校長）に就任。しかし、各画派の衝突が絶えず明治17年（1884年）に責任をとって辞職する。なお、京都府画学校はのちの京都市立芸術大学の前身である。
退職後も私塾南宗画学校を設立。明治23年（1896年）には富岡鉄斎、谷口藹山らとともに日本南画協会を設立。私塾を協会に合併した。
明治32年（1899年）、86歳にして黄檗山塔頭獅子林の住持となる。竹田65回忌追薦書画会や煎茶・抹茶席を設け、書物宝物展の開催など精力的な活動を行っている。しかし、前官長との確執が高じて、明治40年（1907年）、僧籍を離れる。
同年1月、死没。享年95。門弟に田近竹邨・児玉果亭・田中柏陰・服部五老・川村清雄などがいる。

## 代表作
| 作品名                             | 技法         | 形状・員数 | 寸法（縦x横cm）   | 所有者                       | 年代              | 落款                                               | 備考                |
| ---------------------------------- | ------------ | ---------- | ----------------- | ---------------------------- | ----------------- | -------------------------------------------------- | ------------------- |
| 黄檗山獅子林真景図                 |              |            |                   |                              |                   |                                                    |                     |
| 花鳥図                             | 紙本著色     | 1幅        | 173.1x93.1        | 滋賀県立近代美術館           | 1847年            |                                                    |                     |
| 十六大阿羅漢青緑山水図             | 絹本著色     | 1幅        | 124.8x57.6        | 白鶴美術館                   | 1853年            |                                                    |                     |
| 設色花卉図巻                       | 絹本著色     | 1巻        | 33.0x582.0        | 泉屋博古館                   | 1854年（嘉永7年） |                                                    |                     |
| 歳寒三友図                         | 絹本著色     | 1幅        | 157.2x97.5        | 西宮市大谷記念美術館         | 1860年            | 款記「萬延庚申冬日寫 為雄風館主人嘱 直入山樵田癡」 |                     |
| 柳陰閑歩図                         |              |            |                   | 鉄斎堂                       | 1865年            |                                                    |                     |
| 百花                               | 絹本著色     | 1巻        | 32.0x375.0        | 山種美術館                   | 1869年（明治2年） |                                                    |                     |
| 青緑山水・郭子儀図                 | 絹本著色     | 双幅       | 188.4x101.1（各） | 毛利博物館                   | 1870年            |                                                    |                     |
| 梅花書屋之図                       | 絹本著色     | 1幅        | 128.4x56.6        | 宮内庁三の丸尚蔵館           | 1884年            |                                                    |                     |
| 松谿閑話図                         | 絖本墨画淡彩 | 1幅        | 150.0x67.3        | 松岡美術館                   | 1888年7月         |                                                    |                     |
| 平江秋色図                         | 紙本墨画淡彩 | 1幅        | 163.0x67.0        | 大分県立芸術会館             | 1888年            |                                                    |                     |
| 天保九如図                         | 絹本著色     | 1幅        | 161.3x72.0        | 大分県立美術会館             | 1888年            |                                                    |                     |
| 竹渓幽客図                         | 絹本墨画淡彩 | 1幅        | 160.0x73.0        | 大分県立美術会館             | 1890年            |                                                    |                     |
| 山水図屏風                         | 紙本墨画     | 六曲一双   |                   | 早稲田大学會津八一記念博物館 | 1898年            |                                                    |                     |
| 水墨山水図                         | 絹本墨画     | 1幅        | 187.5x87.2        | 宮内庁三の丸尚蔵館           | 1902年            |                                                    |                     |
| Three Friends by a Mountain Stream | 絹本墨画淡彩 | 1幅        | 206.4x63.8        | シアトル美術館               | 1902年            |                                                    |                     |
| 梅花書屋図                         | 絹本著色     | 1幅        |                   | 北野天満宮                   | 1902年            |                                                    | 2年後に同社に奉納。 |

## 著書
- 『直入居士妙蹟集』